# 뱀파이어 소녀 달자
《뱀파이어 소녀 달자》(영어: Dalja, The Vampire Girl)는 '달자'와 '유진', '엘리제'로 구성된 가공의 흡혈귀 가족과 인간 소년인 동구를 주인공으로 하며, 어린이를 대상으로 제작된 코미디 공포 텔레비전 애니메이션이다.

## 개요
오컬트를 어느 정도 숙지하고 있는 주인공 동구와 동구가 직접 만난 뱀파이어 가족의 이야기를 주요 소재로 한다. 하지만 동구를 제외한 다른 등장인물들은 달자가 신분과 종을 속임으로서 생기는 어색함을 인지하지 못한다.

### 제작
어린이 대상의 코미디 공포 시트콤 애니메이션으로, 공포물의 소재와 시트콤에 나올 법한 전반적인 내용을 사용했다. 감독은 각 인물의 설정과 설정 간의 괴리감을 만드는 것을 즐기기 때문에 달자가 기본적으로는 흡혈귀 소녀이나, 마치 토끼를 연상케 하는 외모와 '딸기 주스 애호가'라는 설정 등의 아기자기한 설정이 만들어졌다.

## 방송 일시
| 방송 채널 | 방송일                    | 방송 시간 |
| --------- | ------------------------- | --------- |
| 투니버스  | 2021년 12월 23일          | 종료      |
| 투니버스  | 2022년 1월 4일 ~ 6월 7일  | 종료      |
| KBS 1TV   | 2022년 5월 7일 ~ 11월 5일 | 종료      |

## 등장인물

### 달자의 가족
- 달자
- 유진(달자 아빠)
- 엘리제(달자 엄마)
- 애완거미

### 동구의 가족
- 허동구
- 동구의 아빠와 엄마

### 주변 사람들
- 오준석
- 승남
- 나연
- 담임
- 광림

### 귀신
- 울프
- 샌드맨, 야저귀

## 우리말 녹음
- 강새봄: 달자
- 정유정: 허동구
- 김명준: 달자 아빠
- 김현지: 달자 엄마
- 여민정: 허동구 엄마
- 홍승효: 허동구 아빠
- 이새벽: 오준석
- 김채하: 나연
- 임윤선: 승남
- 이호산: 샌드맨
- 소정환: 야저귀
- 김율: 광림
- 김지율: 울프
- 유혜지: 담임 선생님
- 김동현
- 김윤기
- 이우리
- 황동현
- 채림
- 박이서
- 이달래
- 박민정[5]

## 제작진
오프닝 크레딧

기획: CJ ENM, BAZOOKA STUDIO (투니버스판만)
엔딩 크레딧
- 책임프로듀서: 김자현 (KBS판만) 이종혁
- 프로듀서: 목훈 (KBS판만)
- 기획: 김영욱
- 제작 총괄: 석종서
- 원작: CJ ENM
- 감독: 이준원 (스튜디오징스)
- 기획 프로듀서: 김지현, 권혁준, 선우샘
- 시나리오: 조민주
- 스토리 에디터: 이종혁, 권혁준
- 아트 디렉터: 전수민
- 캐릭터 개발: 한덩이
- 스토리보드: 이규리, 이지은, 김정현, 최지원, 권지민, 조준영, 김승진, 방효은
- 메인 프로덕션: SOUL CREATIVE (투니버스판) → 쏘울 크리에이티브 (KBS판)
  - 제작책임: 임만식
  - 프로듀서: 이두희, 이지혜, 나민식
  - 디자인: 전수민, 이윤정, 홍수현, 최현서, 이현식, 임유정, 장현아, 성주연, 서혜지, 안진영
  - 배경 디자인: 전수민, 김지은, 김연주, 최현서, 박혜란, 홍수현, 이현식, 김정환, 성주연, 강현아, 김소희
  - 레이아웃: 이현식, 김정환, 정윤정, 이지은, 박창진, 오승진, 민경욱, 조원준, 차동석, 이종흔, 소호성, 송근식
  - 배경제작: 박중호, 김경기, 송혜란, 조정연, 전수민, 김지은
  - 애니메이션 팀장 (투니버스판) → 애니메이션 총괄 (KBS판): 정은영
  - 애니메이션: 이정민, 김정인, 이송원, 선길숙, 송하나, 장수진, 황정환, 오진영, 최병구, 김인복, 박수현, 강선영, 류종완, 이상훈, 이종대, 오상택
  - 효과/편집: 배봉진
- CJ ENM 애니메이션 사업부,투니버스 (투니버스판만)
  - 투자관리: 김대현, 정찬원 (투니버스판만)
  - 국내사업 총괄: 강헌주 (투니버스판만)
  - 채널운영: 하나영, 이민순, 조승연, 김도희, 김희정, 강은희, 차주현, 황예진, 김혜수 (투니버스판만)
  - 마케팅: 류지원, 변유리, 김창우, 황호신, 최주연 (투니버스판만)
  - 판권사업: 성수희, 김민지, 김민애, 장지호, 진지혜, 유혜정, 김윤주 (투니버스판만)
  - L&M사업: 조민성, 김주만, 신연재, 문수현, 현근창, 김정호, 김태완, 유현희, 황다미, 김장원, 공나래, 채민경, 이명일 (투니버스판만)
  - 공연전시사업: 민지혜, 지승연, 박형준, 김진희 (투니버스판만)
  - 디지털사업 총괄: 윤여민 (투니버스판만)
  - IP사업 1: 이영제, 최우수, 임이레, 장여진, 심소영 (투니버스판만)
  - IP사업 2: 이석연, 이선희, 김수아 (투니버스판만)
  - 디지털제작: 최우석, 맹준재, 안희련, 최슬기, 정진영, 김율, 김도은, 이우열, 장지영, 노유라, 권민지, 안재희, 김윤아 (투니버스판만)
- 〈사운드〉
  - 포스트총괄 (투니버스판) → 포스트 총괄 (KBS판): 신길주
  - 우리말연출 (투니버스판) → 우리말 연출 (KBS판): 조승희
  - 녹음/믹싱: 김재형
  - 효과: 김재형, 김지후
  - 음악감독: 김정아
  - 배경음악 작곡: 최창국, 박진현, 윤주현, 서유원, 김정아 (사운즈쿨)
  - 포스트관리: 조일오
  - 종합편집: 정회범
- 종합편집: 이수은 (KBS판만)
- 자막디자인: 황은서 (KBS판만)
- 조연출: 차한결 (KBS판만)
- 연출: 목훈 (KBS판만)
- 기획: CJ ENM, BAZOOKA STUDIO (투니버스판만)
- 애니메이션 제작: SOUL CREATIVE (투니버스판만)
- 제작 투자: CJ ENM (투니버스판만), 대교애니메이션전문투자조합
- 기획: KBS (KBS판만)
- 제작: Tooniverse (투니버스판) →  CJ ENM, BAZOOKA STUDIO (KBS판)
- ⓒCJ ENM Co.,Ltd. All Rights Reserved. (투니버스판만)

## 주제곡
여는곡 (투니버스판) → 여는 곡(KBS판) [내 짝꿍은 뱀파이어]
가수: 정유정 / 작사: 이종혁, 윤주현 / 작곡: 윤주현, 김정아 (사운즈쿨) / 녹음/믹스: 엄찬용 (리드사운드) / 마스터링: 도정회 (사운드맥스)
닫는곡 (투니버스판) → 닫는 곡(KBS판) [달콤한 인간 세계]
가수: 김소희 / 작사: 조승희, 윤주현 / 작곡: 김욱, 김정아 (사운즈쿨) / 녹음/믹스: 엄찬용 (리드사운드) / 마스터링: 도정회 (사운드맥스) / 영상 제작: 배성균 (스튜디오룸)

## 에피소드
| 시즌 | 시즌      | 회수      | 방송 날짜        | 방송 날짜        |
| 시즌 | 시즌      | 회수      | 시즌 시작        | 시즌 종료        |
| ---- | --------- | --------- | ---------------- | ---------------- |
|      | 특별 방영 | 특별 방영 | 2021년 12월 23일 | 2021년 12월 23일 |
|      | 1         | 26        | 2022년 1월 4일   | 2022년 6월 7일   |

4화에는 《버스 타기》 라는 초단편 에피소드가 같이 방송되었고, 6화에도 역시 공원에서의 달자를 다룬 에피소드가 같이 방송되었다.

### 특별 방영
| 회차 | 제목             | 방송 일자        | 이야기 |
| ---- | ---------------- | ---------------- | --- |
| 1화  | 수상한 전학생    | 2021년 12월 23일 | 초등학생 동구는 소심한 데다가 에피소드 시점 기준으로 '어젯밤'에 뱀파이어가 금발의 여인에게 습격하는 내용의 공포 프로그램을 본 이유로 뱀파이어에 대한 공포감이 크다. 다음 날 동구보다 나이가 많은 어떤 불량한 아이에게 자신이 가진 지폐를 도난당할 뻔하다가 마계 출신의 소녀 달자가 그 아이를 굵은 면처럼 만들어 놀다가 땡볕초등학교 교실에서 외국인으로 출신지를 속이게 된 달자의 기묘함을 알게 된 동구는 달자에게 점점 더 공포감을 느끼게 된다. |
| 2화  | 나 홀로 이웃집에 | 2021년 12월 23일 | 동구의 어머니가 동구에게 옥수수를 달자의 집에 주라고 전한다. 그러나 동구가 달자가 사는 집에 들어왔을 때 그곳에는 불이 꺼져 있었고, 피를 연상케 하는 케첩이 마구 묻어져 나오며 달자의 가족이 인간계의 생활 양식을 알지 못하고 마계의 양식대로 살고 있어 동구가 놀란다. |

### 정규 방영
| 회차       | 제목                      | 방송 일자       | 이야기 |
| ---------- | ------------------------- | --------------- | --- |
| 1화        | 수상한 전학생             | 2022년 1월 4일  | 초등학생 동구는 소심한 데다가 에피소드 시점 기준으로 '어젯밤'에 뱀파이어가 금발의 여인에게 습격하는 내용의 공포 프로그램을 본 이유로 뱀파이어에 대한 공포감이 크다. 다음 날 동구보다 나이가 많은 어떤 불량한 아이에게 자신이 가진 지폐를 도난당할 뻔하다가 마계 출신의 소녀 달자가 그 아이를 굵은 면처럼 만들어 놀다가 땡볕초등학교 교실에서 외국인으로 출신지를 속이게 된 달자의 기묘함을 알게 된 동구는 달자에게 점점 더 공포감을 느끼게 된다.                       |
| 2화        | 나 홀로 이웃집에          | 2022년 1월 4일  | 동구의 어머니가 동구에게 옥수수를 달자의 집에 주라고 전한다. 그러나 동구가 달자가 사는 집에 들어왔을 때 그곳에는 불이 꺼져 있었고, 피를 연상케 하는 케첩이 마구 묻어져 나오며 달자의 가족이 인간계의 생활 양식을 알지 못하고 마계의 양식대로 살고 있어 동구가 놀란다. |
| 3화        | 뱀파이어의 천적?          | 2022년 1월 11일 | 동구는 자신의 오컬트적 지식을 바탕으로 '뱀파이어'라는 종이 무엇에 취약한지 알아보려고 한다 그 후 뱀파이어와 웨어울프의 연관성을 알아 내자 결국 반려견을 들이기로 결심한다. |
| 4화        | 돈이 뭐길래               | 2022년 1월 11일 | |
| 5화        | 공포의 송곳니             | 2022년 1월 18일 | 달자는 동구가 실수로 준 한약을 먹는데, 쓴맛에 의해 달자의 송곳니가 깨어난다. 송곳니는 날뛰기 시작하고, 동구는 고분고투 한다. 하지만 하필 그날이 동구의 첫 수학 과외 수업날. 선생님은 이상해하며 집중을 못하고, 화를 내며 차이 탄다. 하지만 동구가 놓진 송곳니에 된통을 당한다. |
| 6화        | 반 회장 선거              | 2022년 1월 18일 | |
| 7화        | 마계에서 온 사나이        | 2022년 1월 25일 | 울프 일행은 달자와 대립하는 사이이며, 모종의 이유로 동구가 사는 동네에 산다. 한편 동구는 자신이 아끼던 금붕어 윙크가 납치되었던 것을 알게 된다. |
| 8화        | 급구 아르바이트           | 2022년 2월 8일  | 달자네는 야산에서 먹을게 없어지자, 동구의 도움으로 유진은 아르바이트를 구하려 하지만 전부 실패한다. 그런데 그때, 치킨 냄새가 풍겨왔다. 닭싸움에서 이기면 치킨 한마리 공짜라는 소리에 유진과 달자는 달려갔다. 하지만 그땐 이미 울프일행이 우승해 있었지만 유진과 울프의 결투로 유진이 이겨 치킨을 얻게 된다. 그런데 균형성과 속도를 눈여겨 본 치킨집 사장님이 유진에게 알바 제안을 하고, 유진은 일자리를 얻게 된다.                                                     |
| 9화        | 뱀파이어의 결혼기념일     | 2022년 2월 15일 | 달자네는 집이 망가져 동구네 집에 지내게 된다. 그런데 그날이 유진과 엘리제의 1000번째 결혼기념일이였다. 하지만 유진은 아르바이트에 그걸 깜빡하고 있었고, 늦게 들어왔다. 엘리제가 화가 나지만 달자의 활약으로 둘은 화해하게 된다. |
| 10화       | 비밀번호 전쟁             | 2022년 2월 22일 | 회사에 취직한 동구의 엄마. 하필 동구 엄마를 쫓아다니던 선배가 일하는 곳이었다. 그런데 비밀번호는 동구네 집에 동구네가 이사온 날이인데, 동구 엄마를 쫓아다니던 선배의 생일이였다. 이에 동구 아빠는 화가나 비밀번호를 바꿨고, 겨우 들어간 동구엄마는 비밀 번호를 바꾼다. 이것이 반복되어 동구는 스트레스를 받고, 달자를 통해 집으로 들어간 후 엄마아빠가 싸워 마지막으로 동구가 울었던 때로 바꿔놓은다. 엄마아빠는 '1023'을 쳐 들어가게 되고, 엄마 아빠는 화해하게 된다. |
| 11화       | 두근두근 첫사랑           | 2022년 3월 8일  | 동구는 과거 좋아했던 자신보다 나이가 많은 소녀 '전세란'이라는 이름을 가진 소녀와 연애를 하기 위한 수단을 세운다. |
| 12화       | 이웃사랑 바자회           | 2022년 3월 15일 | 학교에서 바자회가 열렸는데, 울프가 짝사랑 하는 선생님도 참여한다. 고백하려고 하는데 영 쉽지 않은데... |
| 13화       | 퇴마사 광림 등장!         | 2022년 3월 22일 | 신비아파트의 최강림을 모티브인 퇴마사 광림 등장! 하지만, 달자의 정체를 눈치채고, 광림이 달자를 퇴마하려 하는데... |
| 14화       | 위험한 재채기             | 2022년 3월 29일 | |
| 15화       | 뱀파이어의 유혹           | 2022년 4월 5일  | 달자는 모기에 의해 우연히 세란과 똑같은 성격이 되어 친구들을 꾀어 낸다. |
| 16화       | 신비 전시회와 석판의 비밀 | 2022년 4월 12일 | 신비아파트를 주제로 한 전시회에서 신비를 좋아하는 혁준 세력과 최강림을 좋아하는 광림 세력의 다툼이 벌어진다. |
| 17화       | 달자 아빠의 대결          | 2022년4월 19일  | |
| 18화       | 핼로원 사탕 대결          | 2022년 4월 26일 | 핼로윈날, 달자와 동구는 핼로윈 사탕을 모으기 시작하는데, 하필 울프가 아르바이트? |
| 19화       | 우리들의 우정             | 2022년 5월 3일  | 게임 대회에 나가려는 동구와 승남, 준석. 그런데, 승남이와 준석이가 핸드폰 문제로 싸우게 된다. 동구가 사이를 회복하려 하는데, 영 쉽지 않다. |
| 20화       | 출동! 어린이 탐정단       | 2022년 5월 10일 | |
| 21화       | 거미 대소동               | 2022년 5월 17일 | |
| 22화       | 사랑을 다이어트를 타고    | 2022년 5월 24일 | |
| 23화       | 뱀파이어의 생일           | 2022년 5월 31일 | |
| 24화       | 우리들의 딸기             | 2022년 5월 31일 | |
| 25화       | 백만장의 비밀 (상)        | 2022년 6월 7일  | 땡볕초등학교 학생들은 어느 생물학 기업의 기업인인 백만장 덕분에 백만장의 저택에 견학을 온다. 그러나 백만장은 동구에 의해 지하실에서 불법 연구를 하고 있는 것이 드러난다. |
| 최종화(26) | 백만장의 비밀 (하)        | 2022년 6월 7일  | 백만장은 달자가 뱀파이어라는 것을 알고 달자를 연구하기 위해 김비서를 불러 딸기 주스로 유인해 잡아 간다. 동구와 울프는 달자의 행방을 알기 위해 백만장이 사는 저택을 방문하기로 한다. |

- 4화의 예고 제목은《돈이 필요해》였으나, 2022년 1월 11일 실제 방송 시에는 《돈이 뭐길래》라는 제목으로 변경되었다.

#### 에필로그
- 《불시착》    - 1회
- 《버스 타기》 - 4회
- 《철봉》 - 6회
- 《생존의 길》- 7회
- 《허동구의 퀴즈쇼》 - 9회
- 《라면》- 12회
- 《달자vs딸기》-14회
- 《허동구의 퀴즈쇼2》-17회
- 《달자의 퀴즈쇼》-19회
- 《외국인》
- 《꽃점》
- 《낙서》

## 수상 내역
- 제2회 WAF 2022 대한민국 애니메이션 아티스트 어워드: 시나리오상(권혁준)[6]